# Isopterygium intortum
Isopterygium intortum là một loài Rêu trong họ Hypnaceae. Loài này được (P. Beauv.) A. Jaeger mô tả khoa học đầu tiên năm 1878.